# بادام قره‌باغی
بادام قره‌باغی (نام علمی: Prunus fenzliana) نام یک گونه از سرده پرونوس است.